# Dalton Kincaid
Dalton Kincaid (Las Vegas, 18 ottobre 1999) è un giocatore di football americano statunitense che milita nel ruolo di tight end per i Buffalo Bills della National Football League (NFL).

## Carriera universitaria
Nella sua prima stagione all'Università di San Diego nel 2018, Kincaid fece registrare 24 ricezioni per 374 yard e 11 touchdown. L'anno seguente ebbe 44 ricezioni per 835 yard e 8 touchdown, guidando tutti i tight end della divisione FCS della NCAA in yard medie per ricezione. Per le sue prestazioni fu premiato come FCS All-American dall'Associated Press e inserito nella seconda formazione ideale della Pioneer Football League. Nel 2020 optò per trasferirsi a Utah. La prima stagione con la nuova squadra fu accorciata a causa della pandemia di COVID-19, disputando solo 5 gare. Nel 2021 fece registrare 36 ricezioni per 510 yard e 8 touchdown. Nel 2022 fu inserito nella formazione ideale della Pac-12 Conference.

## Carriera professionistica
Kincaid era considerato uno dei migliori tight end selezionabili nel Draft NFL 2023 e una scelta del primo giro. Il 27 aprile fu chiamato come venticinquesimo assoluto dai Buffalo Bills. Debuttò come professionista partendo come titolare nella gara del primo turno contro i New York Jets ricevendo 4 passaggi per 26 yard. Il primo touchdown lo segnó nell'ottavo turno nella vittoria sui Tampa Bay Buccaneers su passaggio di Josh Allen. La sua stagione regolare da rookie si chiuse con 73 ricezioni per 673 yard e 2 touchdown in 16 presenze, di cui 11 come titolare. Nel primo turno di playoff guidò la squadra con 59 yard ricevute e segnò un touchdown nella vittoria sui Pittsburgh Steelers.